# Conus caillaudii
Espèce
Conus caillaudii est une espèce de mollusques gastéropodes marins de la famille des Conidae.
Comme toutes les espèces du genre Conus, ces escargots sont prédateurs et venimeux. Ils sont capables de « piquer » les humains et doivent donc être manipulés avec précaution, voire pas du tout.

## Taxonomie

### Publication originale
L'espèce Conus caillaudii a été décrite pour la première fois en 1846 par le zoologiste français Louis Charles Kiener,.

### Synonymes
- Conus (Splinoconus) caillaudi Kiener, 1846 · appellation alternative
- Kioconus (Ongoconus) caillaudi (Kiener, 1846) · non accepté
- Kioconus caillaudi (Kiener, 1846) · non accepté